# George Pletser

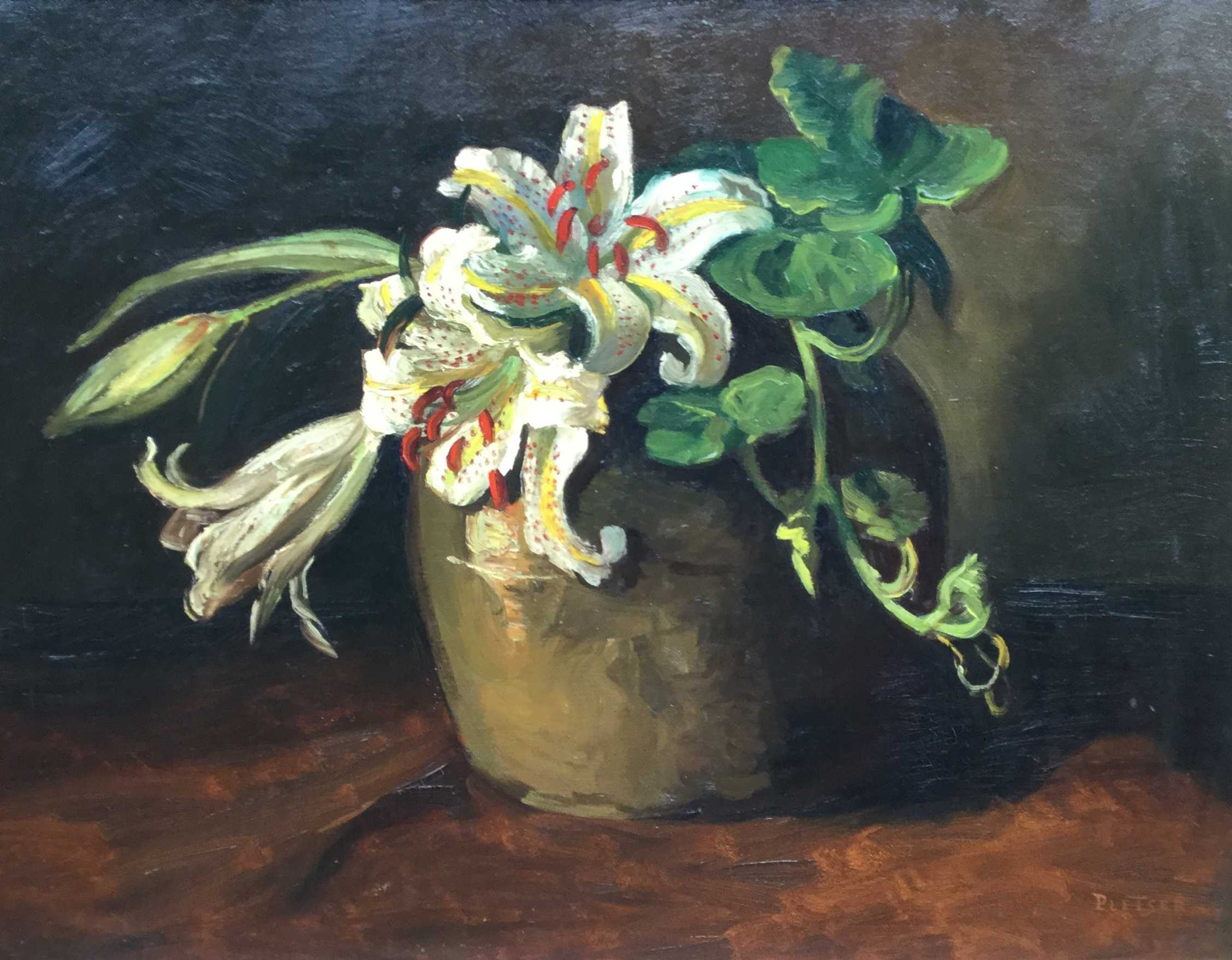
Stillleben mit Lilien
in einer Vase

George (Jurgen) Pletser (* 25. Juni 1871 in Rotterdam; † 16. Oktober 1942 ebenda) war ein niederländischer Porträt-, Stillleben- und Landschaftsmaler.   
Pletser erhielt seine Ausbildung an der Academie voor Beeldende Kunsten Rotterdam. Er war unter anderem Schüler von Jan de Jong und Alexander Henri Robert van Maasdijk. 
Pletser malte hauptsächlich Stillleben, schuf aber auch Porträts und Landschaften. Er arbeitete in einem kraftvollen Stil, oft in einer gewagten Farbgebung.
Pletser war Mitglied des Kreises Bildender Künstler „R 33“ (für den er mehrmals ausstellte) und der Rotterdamer Vereinigung Kunst und Handwerk. Neben Rotterdam und Umgebung war er auch in Paris und Berlin tätig. Er signierte seine Werke „G.Pletser“, aber er trat manchmal als Jurgen Pletser auf.
Pletser war verheiratet, die Ehe blieb aber kinderlos. 